# Selaginella ketra-ayam
Selaginella ketra-ayam är en mosslummerväxtart som beskrevs av Cornelis Rugier Willem Karel van Alderwerelt van Rosenburgh. Selaginella ketra-ayam ingår i släktet mosslumrar, och familjen mosslummerväxter. Inga underarter finns listade i Catalogue of Life.